# Municipio de Peoria City
El municipio de Peoria City (en inglés: Peoria City Township) es un municipio ubicado en el condado de Peoria en el estado estadounidense de Illinois. En el año 2010 tenía una población de 104409 habitantes y una densidad poblacional de 943,73 personas por km².

## Geografía
El municipio de Peoria City se encuentra ubicado en las coordenadas 40°44′41″N 89°36′36″O / 40.74472, -89.61000. Según la Oficina del Censo de los Estados Unidos, el municipio tiene una superficie total de 110.63 km², de la cual 104.88 km² corresponden a tierra firme y (5.2%) 5.75 km² es agua.

## Demografía
Según el censo de 2010, había 104409 personas residiendo en el municipio de Peoria City. La densidad de población era de 943,73 hab./km². De los 104409 habitantes, el municipio de Peoria City estaba compuesto por el 61.27% blancos, el 29.26% eran afroamericanos, el 0.33% eran amerindios, el 2.99% eran asiáticos, el 0.03% eran isleños del Pacífico, el 2.35% eran de otras razas y el 3.76% pertenecían a dos o más razas. Del total de la población el 5.15% eran hispanos o latinos de cualquier raza.